# Disneyland with the Death Penalty

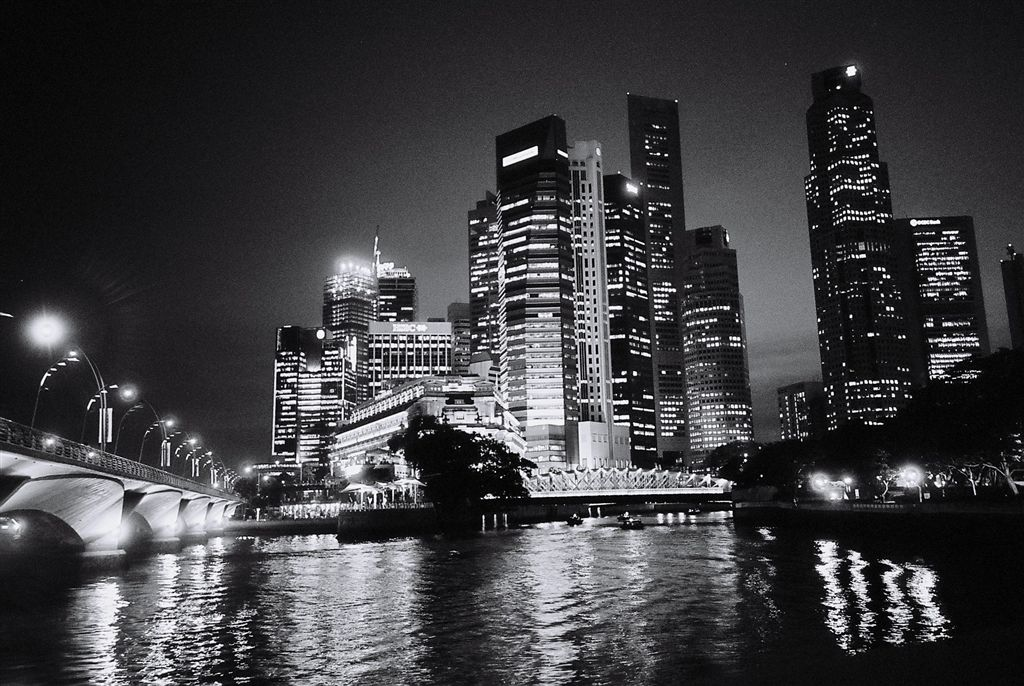
シンガポールの夜景

"Disneyland with the Death Penalty"（ディズニーランド・ウィズ・ザ・デス・ペナルティ、訳：死刑のあるディズニーランド）は、ウィリアム・ギブスンによって記述されたシンガポールに関する4,500語の記事である。ギブスンの初期のノンフィクションにおける主要な記事の1つであり、初出である雑誌WIREDの1993年9月/10月号 (1巻4号) では、表紙に特集記事として掲載された。
記事は、シンガポールの建築、現象学、文化に関するギブスンの見解と、滞在中に抱いた清潔、穏やかで、従順な印象について述べている。そのタイトルであり、中心となるメタファーの「死刑のあるディズニーランド」としてのシンガポールは、この都市国家が権威主義の策略で成り立っているという著者の主観を表している。シンガポールは、創造性、真正性に欠け、その歴史やアンダーグラウンドカルチャーも感じられないとの見解を示し、また、政府がコーポラティズムやテクノクラートを蔓延させ、司法制度は苛酷で厳格に感じると述べたうえで、シンガポール人は面白味のない消費主義者であると特徴づけている。また、ギブスンが発着した東南アジアの2つ空港の対比により、現地の刑事裁判のニュース報道に対しての主張を際立たせている。
ギブスンの主要なノンフィクションでは最初の作品となるが、発表直後から影響を与え続けており、シンガポール政府は掲載号の出版時にWIREDの国内販売を禁止している。"Disneyland with the Death Penalty" というフレーズは、権威主義的で厳格な都市国家という、払拭することが難しい評判を世界に示すこととなった。

## あらすじ

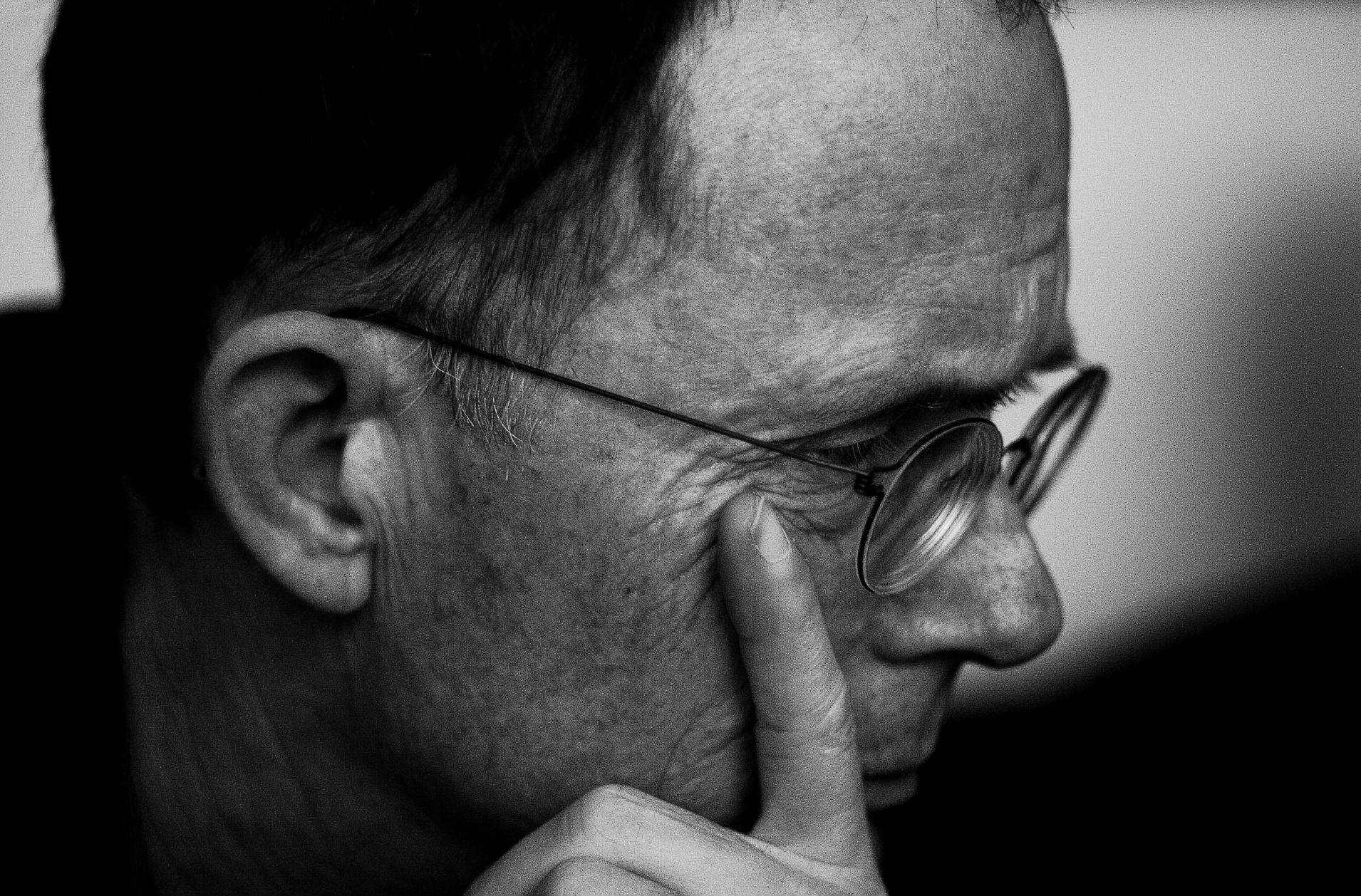
ウィリアム・ギブスン

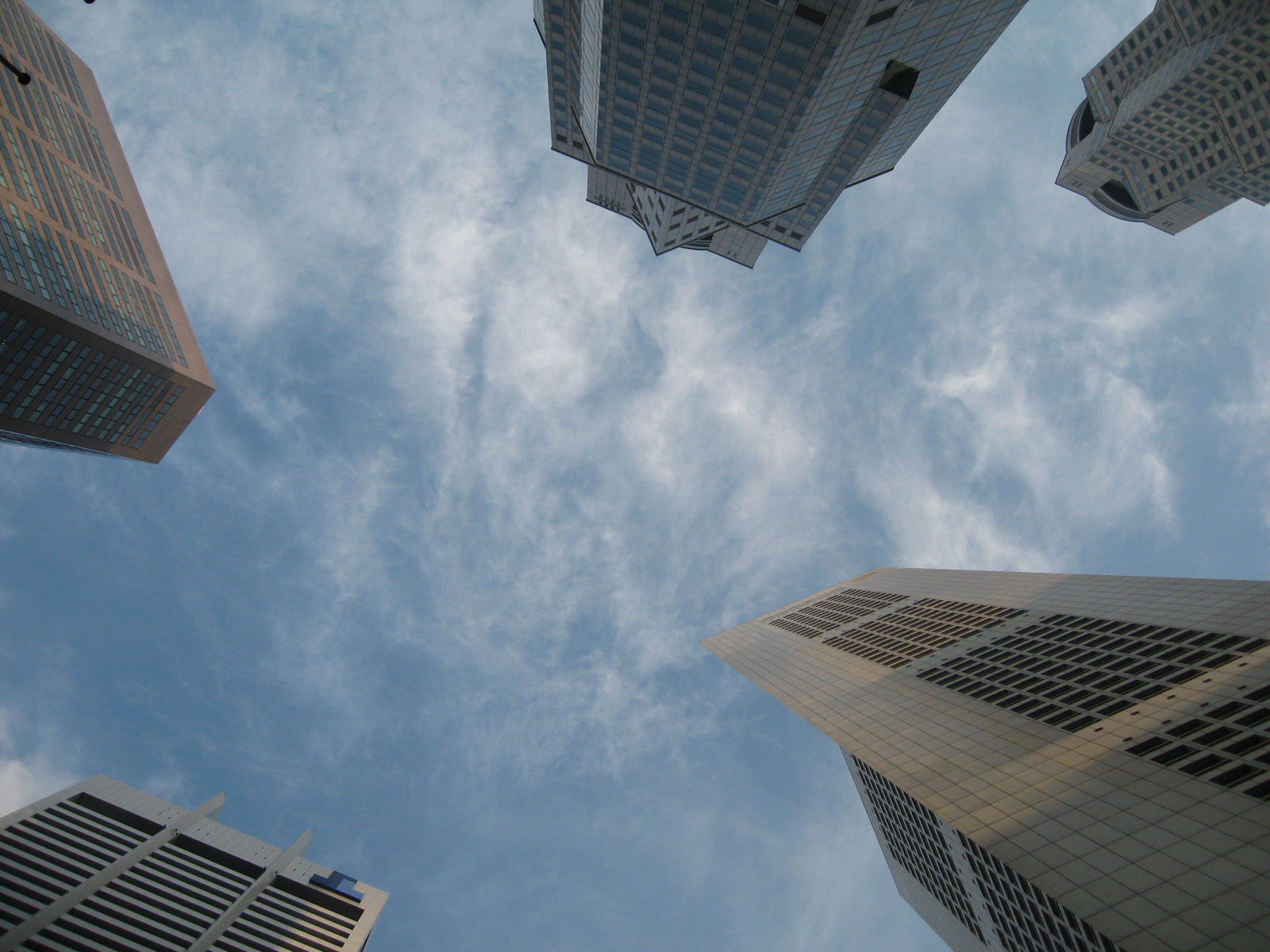
ラッフルズ・プレイスの超高層ビル群

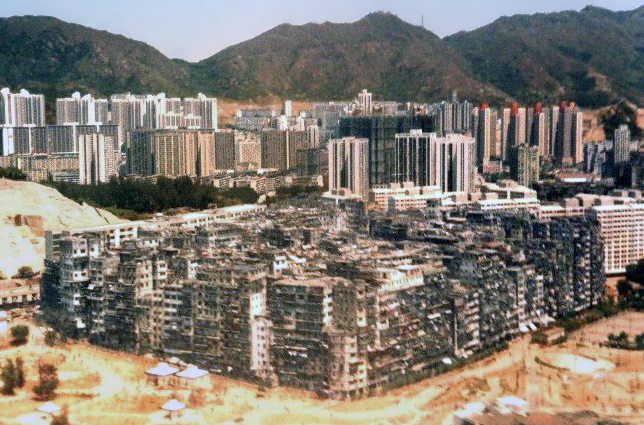
ギブスンがシンガポールと対比させた九龍城砦の航空写真

"Disneyland with the Death Penalty" というタイトルは、記事の主題、東南アジアの都市国家であるシンガポールを示しており、シンガポールの厳重に守られた不毛さをギブスンは恐怖の感情と共に綴っている。記事はディズニーランドのメタファーから始まり、シンガポールの国際空港である、チャンギ空港の汚れ一つもない状態と関連して「汚れ方を学ぶまで、現実には見えない」というローリー・アンダーソンがバーチャル・リアリティに対して行った言及を引用した。また、自然環境は、豊富なゴルフ場に象徴されるように「それ自体の完璧すぎる例」として育成されていると指摘した。シンガポールの社会は、巨大企業のような政府が支配し、整合性や行動の制約に執着し、ユーモアや創造性が欠如した「執拗なまでのG指定体験」であるとした。
また、ギブスンは、痕跡の殆ど残っていないヴィクトリア朝のシンガポールを関連付けることに辛さを覚えていた。シンガポールの根底にある社会的メカニズムを明らかにするため、ギブスンは都市の裏側を虚しく探索し、何度も早朝に起きて時差ぼけの散歩をしながら、結局はシンガポールの「物理的な過去は…ほとんど消えてしまった」ことだけが明らかになった。ギブスンは、1819年のスタンフォード・ラッフルズ卿による近代シンガポールの創設から日本占領時期のシンガポール、1965年の共和国の設立に至るまでのシンガポールの歴史の概要に触れ、実質的一党独裁で資本主義的、かつ、テクノクラート主義の近代シンガポールは、まず何よりも、30年もの間、首相を務めたリー・クアンユーの構想の産物であると結論付けた。関連して、サウスチャイナ・モーニング・ポストの見出しを引用し、エコノミスト、政府関係者（現、ターマン上級相）と新聞編集者が、シンガポールの経済成長率を暴露したことが、国家機密の漏えいに当たるとして起訴された裁判を挙げた。
ギブスンは、大都市が持つ本来の感覚が欠けていることを嘆き、原因を「創造性の欠如の効果」であるとしている。また、シンガポールの建築に関して心理地理学的な解説を加え、ショッピングセンターがひしめく中、感じの良い、ごく一般的な服装の中流階級の若者が、絶え間ない行列をつくっていることを取り上げて、ジョージア州の州都であるアトランタと比較している。また、レコード店や書店が、当たり障りのないつまらない品揃えであることに関して、国の検閲機関の1つである Undesirable Propagation Unit (UPU) の活動が一役を担っている可能性を按じている。ボヘミアニズムやカウンターカルチャーの存在は殆ど無く、反政府勢力、闇市やスラムの痕跡も見つけられない。性風俗産業は、政府が許可した「ヘルスセンター」（実際はマッサージパーラー）と政府組織が計画し強制する義務的なデートである。ギブスンは「現在の都市の状況が意図しない結果であったり、慎重に計画された社会政策ではないこと」は「極めて少ない」と記している。
シンガポールの創造性が欠如していることは、シンガポール人が娯楽としての大量消費へ取り付かれ、小売店や商品は価格を同一化していることに現れており、また、ギブスンがシンガポール人の情熱の1つと特徴づけた食事にも見られると述べた。その食事について、ギブスンは、料理の多様性に欠点が見られるものの、種類の豊富さは「特筆に値する」と評している。その後は、シンガポールの退屈さと面白味のなさのテーマに立ち戻り、物理的環境の不穏なほどの清潔さと、大衆の自制心について考察した。ギブスンは、シンガポールの情報経済への技術的発展と意欲について、大量の「X指定のサイバースペースの荒野」と呼ばれるデジタル文化と接触する未来が差し迫った際、統率的で保守的なシンガポール人が、その困難に立ち向かえるとは信じ難いと述べ、「想像を絶する…奇妙な海の中で、シンガポールの運命は、独善的なネオスイスの秩序と繁栄の飛び地に過ぎないだろう。」と推測した。
エッセイの後わりに向かって、ギブスンは、シンガポールの司法制度における2つの事例を簡潔に説明している。ザ・ストレーツ・タイムズの記事を引用し、シンガポール内に1キログラムの大麻の密輸を試みたとして死刑判決を受けたマレー人の例を挙げ、続けて、大量のヘロインを所持していることが見つかったオランダ人エンジニアの例を説明し、同じ結果となることを示した。ギブスンは、死刑判決の妥当性に疑問を呈し、シンガポール人はゼロ・トレランスの真の担い手であると述べた。オランダ人エンジニアの判決が公表されると、ギブスンは脱出を決意し「レコードタイム」でホテルからチェックアウトして、空港へ向かうタクシーへ乗り込んだ。空港へ向かう沿道に警察はいなかったが、チャンギ空港には警察が大勢配備されており、きれいな床に捨てられたくしゃくしゃの紙に興味を惹かれ、ギブスンが写真を撮影したときには、警察の怒りを買った。その後、香港へ向けて飛び立ち、雑然とした啓徳空港の滑走路の先に、間もなく取り壊される九龍城砦のスラム街が垣間見えた時、ギブスンは、後にした堅苦しく衛生的な都市国家との対比に思いを馳せた。エッセイは「シンガポール領空を通過しながら、ネクタイを緩めた。」と締めくくられている。

## 影響
シンガポール政府は、記事の掲載に反応して、WIREDの国内での販売を禁止した。"Disneyland with the Death Penalty" というフレーズは、この国の説明として、有名、かつ、広く使われる言葉になり、特に、シンガポールの権威主義的な性質に反対する人々によって使われている。この都市国家の権威主義的かつ厳格な評判は、このフレーズのイメージの払拭を難しいものにした。クリエイティブ・レビューは「酷さが知れ渡った証拠」であると称賛し、一方ニューヨーク・タイムズの編集委員、R・W・アップル・ジュニアは、2003年の記事で「ウィリアム・ギブスンの極めて軽蔑的な言葉に晒されるようないわれはない」とシンガポールを擁護した。
ギブスンは作品を振り返り、自身のブログに以下のように投稿している。
2009年、ジョン・カンプフナーは、"Disneyland with the Death Penalty" というフレーズは、依然として「シンガポールを批判する者にとっては、その人権の歴史の良い要約として、シンガポール支持者にとっては、横暴な外国人の一例として、引用されている。」と述べた。2008年のシンガポール国立大学で行われた、記述および批判的思考の課題として「シンガポールの発展」をテーマに "Disneyland with the Death Penalty" が用いられた。またこの作品は、2012年に発表されたギブスンのノンフィクション作品集 "Distrust That Particular Flavor" に収録されている。

## 記事への反響
この記事は、大きな反響を呼んだ。ボストン・グローブは「シンガポールのテクノクラート主義へ対する辛辣な記事」であると評した。ポストモダンの政治地理学者であるエドワード・ソジャは、シンガポールの「サイバー空間的都会性への素晴らしい旅行」と推薦している。ジャーナリストのスティーヴン・プールは、これを「恐怖の報告書」と呼び、ギブスンが「企業的ビッグビジネスの継ぎ目がなく狭窄した性質を嫌悪」しており、そして「隙間の擁護者 (champion of the interstitial)」であることを示していると述べた。2010年に発表されたギブスンの小説 "Zero History" のレビューをオブザーバーに寄稿したジェームズ・パードンは、"Disneyland" はギブスンのキャリアの中でも高い評価の作品の1つであるとし、「ウィットに富んだ、優れた洞察の報道記事で、ギブスンがデジタル時代のグルの高みへと昇る展望を見せた、ノンフィクションの才能の兆候である」と述べた。
哲学者で科学技術に関する著作を持つピーター・ラドローは、この記事をシンガポールに対する攻撃と解釈し、本物のディズニーランドはカリフォルニア州にあり、カリフォルニア州には死刑が存在するという事実を皮肉を込めて指摘した。都市論の学者マールテン・デルベケは、シンガポールの毒を抜かれた本物でない性質は、コンピュータ化された統制に原因があるとギブスンが述べていることに対し、それは「テクノクラート主義に対する平凡で使い古された」批判であると言及した。2004年の "Forum on Contemporary Art & Society" の記事の中で、ポール・レイは「このような文脈の中で、時代精神を捉える能力は重要だが、ギブスンのジャーナリストとしての報道記事は、どうしても秀作とは言い難い」とコメントし、シンガポールに拠点を持つ王立学会フェローのジョン・フィリップスがギブスンに対し「（自らの批判について）真剣に考え抜くことを怠った」と非難した言葉を引用した。
都市計画家で建築理論の学者であるレム・コールハースは、1995年の著書 "S,M,L,XL" の中で、記事の辛辣で皮肉めいた論調を問題視し「死んだ両親が遺産を駄目にした子どもたちを嘆くような」特徴の反応だと非難し、ギブソンのような反応が暗に示すのは、近代化の良い遺産を賢く利用できるのは西洋人だけであるということ、そしてシンガポールのように過去を知らずに「新しさ」を取り入れようと試みれば大規模な嘆かわしき根絶を招くということであると論じた。